# Petr Iwanowitsch Kirjutkin
Petr Iwanowitsch Kirjutkin (russisch Петр Иванович Кирюткин; * 2.jul. / 14. Oktober 1895greg. in Kotschelajewo, Gouvernement Pensa, Russisches Kaiserreich; † 11. Juli 1977 in Moskau) war ein sowjetischer Schauspieler.

## Biografie
Kirjutkin schloss 1924 seine Ausbildung beim Tschechow-Studio ab und spielte anschließend am Theater des Moskauer Gewerkschaftsbundes. Ab 1935 stand er für das Moskauer Jermolow-Theater auf der Bühne und wirkte dort bis in sein achtes Lebensjahrzehnt.
In Juli Raismans Drama Ritter des goldenen Sterns gab Kirjutkin 1951 sein Filmdebüt. Bis Mitte der 1970er Jahre trat er als Nebendarsteller genreübergreifend in über 40 weiteren Filmen auf, vorwiegend für das Mosfilmstudio. 1963 war Kirjutkin in der sowjetisch-tschechoslowakischen Co-Produktion Velká cesta, einer biografischen Komödie über Jaroslav Hašek, zu sehen.
Sein Grab befindet sich auf dem Preobraschenskoje-Friedhof.

## Filmografie (Auswahl)
- 1951: Ritter des goldenen Sterns (Kawaler Solotoi Swesdy)
- 1953: Drei Menschen (Woswraschtschenije Wassilija Bortnikowa)
- 1957/58: Der stille Don (Tichi Don)
- 1958: Daß es dich gibt … (Dorogoi moi tschelowek iwra)
- 1959: Das Vaterhaus (Ottschi dom)
- 1959: Die Ballade vom Soldaten (Ballada o soldate)
- 1960: Auferstehung (Woskresenije)
- 1960: Serjoscha
- 1961: Die Rothaarige (Ryschik)
- 1961: Klarer Himmel (Tschistoje nebo)
- 1961: Ist sie eine Wette wert? (Dewtschata)
- 1963: Velká cesta
- 1965: Сказка о Мальчише-Кибальчише (Skaska o Maltschische-Kibaltschische)
- 1966: Krieg und Frieden (Woina i mir)
- 1967: Bela – Tragik einer Liebe (Geroi naschego wremeni)
- 1969: Die Brüder Karamasow (Bratja Karamasowy)
- 1970: Schuld und Sühne (Prestuplenije i nakasanije)